# Thuật ngữ cưới hỏi người Việt

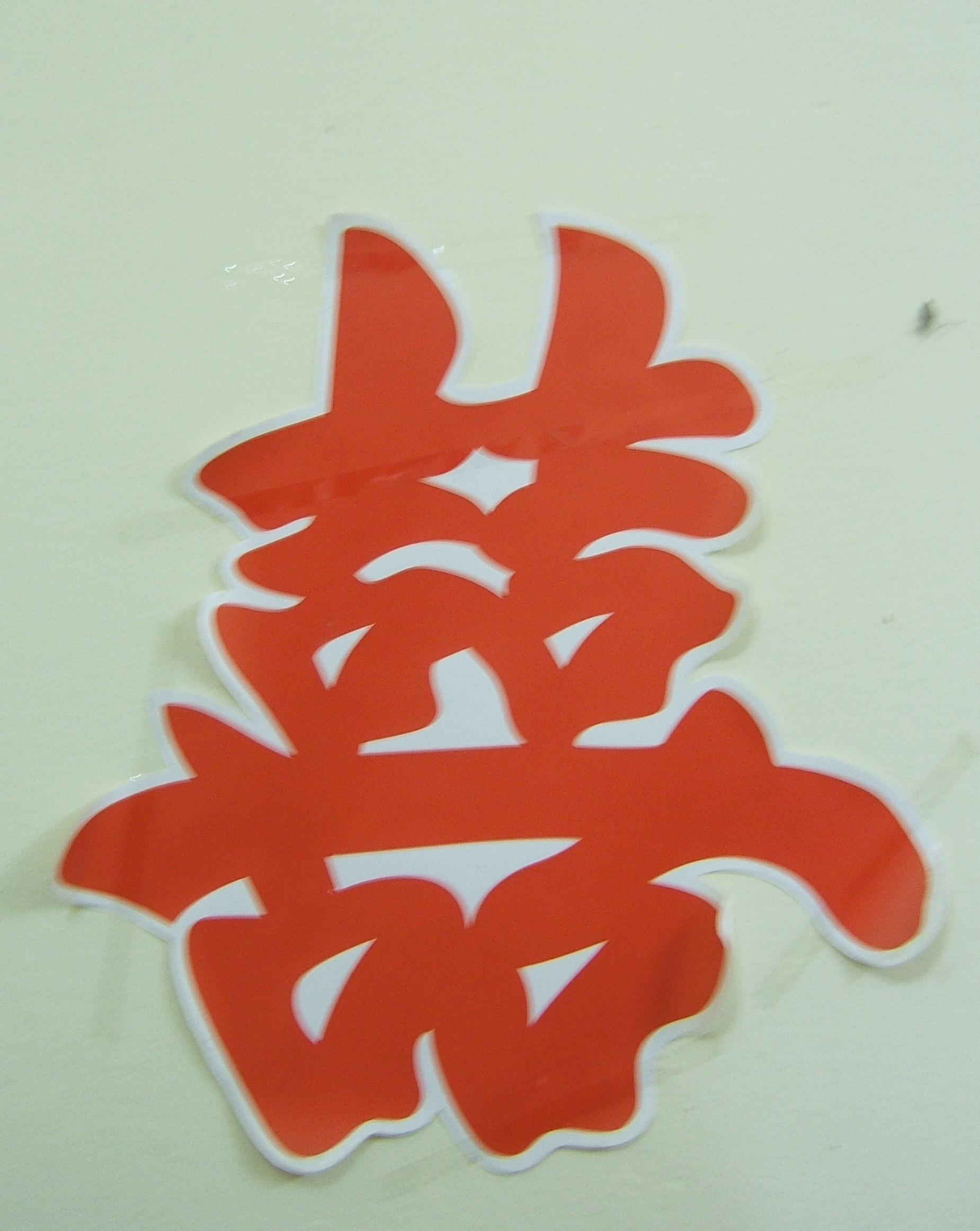
Biểu trưng Song Hỷ trong các lễ cưới

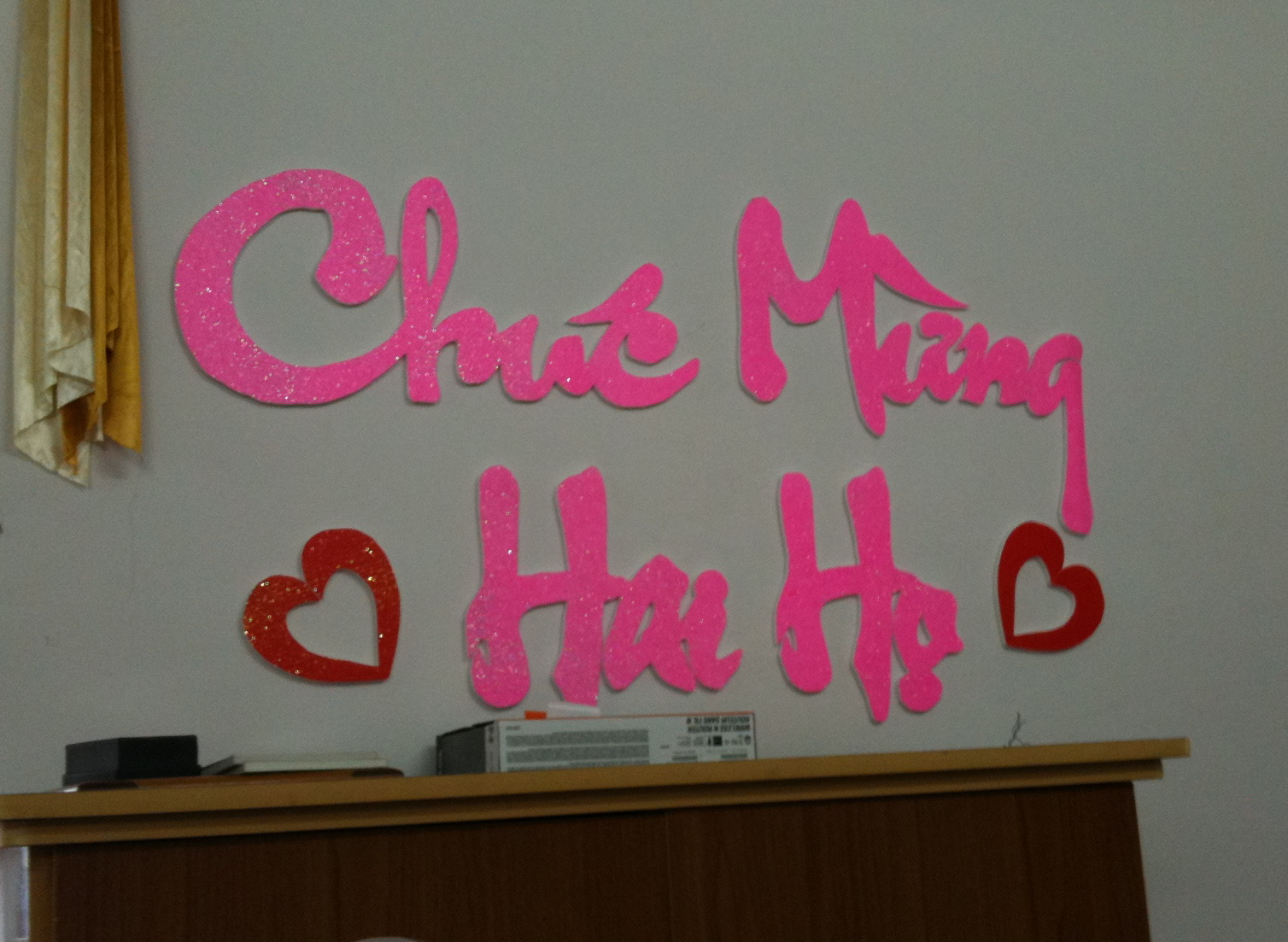
Trang trí với khẩu hiệu chúc mừng hai họ thông gia

Thuật ngữ cưới hỏi nhằm khái quát các thuật ngữ, các thủ tục, nghi thức, vật dụng liên quan đến kết hôn, đám cưới, đám hỏi, ly hôn của người Việt.
Các thủ tục, nghi thức này nhiều khi rất nhiêu khê, phức tạp tùy theo địa phương, vùng miền, tập quán. Do đó, những khái niệm liên quan đến cưới hỏi đôi khi có thể khiến nhiều gia đình khi mới tiến hành chuẩn bị cưới thấy rất rắc rối.

## Đăng ký kết hôn

Trang bìa một giấy chứng nhận kết hôn

- Đăng ký kết hôn: những thủ tục tại cơ quan công quyền nhằm công nhận đôi nam nữ là vợ chồng hợp pháp trước pháp luật.
- Tờ khai đăng ký kết hôn: là tờ khai mà mỗi người trong đôi nam nữ khai các thông tin cá nhân, xác nhận tình trạng kết hôn tại chính quyền khu vực nơi cư trú hoặc nơi công tác (tuy hiện nay xác nhận của nơi công tác chỉ có giá trị đối với người trong lực lượng vũ trang), và mang đến ủy ban nhân dân hoặc cơ quan đại diện ngoại giao tại nước ngoài để được xem xét cấp giấy chứng nhận kết hôn. Tờ khai này mỗi bên nam hoặc nữ đều phải làm một tờ nhằm lấy xác nhận của chính quyền nơi cư trú cả hai người.
- Giấy chứng nhận kết hôn: giấy do chính quyền địa phương nơi một trong hai người (nam hoặc nữ) có hộ khẩu thường trú cấp, để công nhận đôi nam nữ đó chính thức là vợ chồng trước pháp luật. Giấy được làm hai bản chính, vợ và chồng mỗi người giữ một bản chính có giá trị pháp lý như nhau.
- Sổ đăng ký kết hôn: là sổ lưu tại cơ quan chính quyền địa phương (như ủy ban nhân dân phường, xã), ghi ngày tháng đăng ký kết hôn, tên tuổi, chữ ký của vợ và chồng nhằm lập cơ sở dữ liệu hộ tịch.

## Các nghi lễ, thủ tục

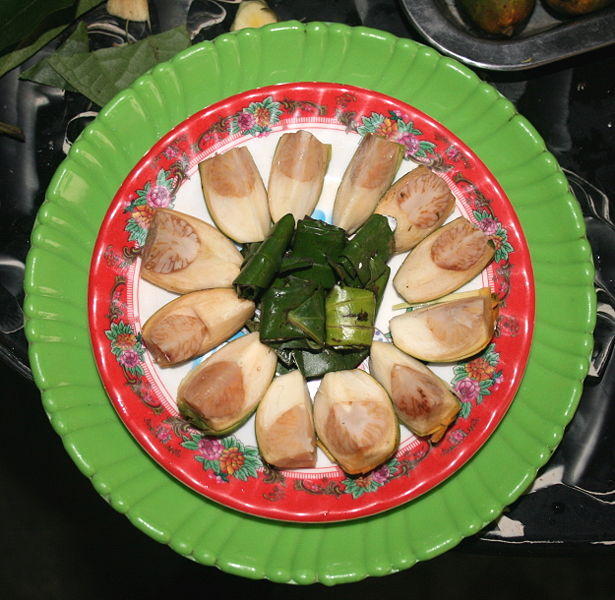
Một đĩa trầu cau đã têm

- Chạm ngõ: là nghi thức gặp gỡ hai bên gia đình, dụng ý lần đầu tiên được biết nhau một cách công khai, chính thức. Từ đó thỏa thuận, tiến tới tác thành, xây dựng cho hai con. Đồ lễ mang sang nhà gái thường là trầu, cau, rượu, chè. Một số nơi gọi là Lễ bỏ trầu cau.
- Lễ ăn hỏi: nhà trai mang lễ vật sang nhà gái hỏi vợ. Lễ vật đựng trong các tráp phủ vải điều màu đỏ, thường có trầu, cau, rượu, chè, bánh cốm, bánh xu xê, mứt sen, xôi, thủ lợn, lợn sữa quay.
- Lễ đính hôn: về mặt ngữ nghĩa lễ đính hôn, hay lễ cầu hôn tương đương lễ ăn hỏi (hỏi vợ) của người Việt, tuy phương Tây thường thịnh hành phong tục trao nhẫn đính hôn đính kim cương hoặc đá quý cùng lời cầu hôn.
- Lễ vấn danh: nhằm hỏi tên tuổi (vấn danh), so đôi lứa để xem xét xung, hợp của đôi trai gái đồng thời nhằm có dữ kiện để chọn ngày giờ tốt cho các nghi thức, thủ tục cưới hỏi. Lễ vấn danh cũng bao gồm những lễ vật tương tự lễ ăn hỏi tuy có thể ít hơn và giản dị hơn. Cô gái nhà nào đã nhận lễ vấn danh coi như đã có chồng (dù chưa cưới). Hiện nay trong Lễ cưới người Việt, lễ vấn danh kết hợp trong lễ ăn hỏi.
- Lễ nạp tài: nhà trai mang sính lễ sang nhà gái. Đồ sính lễ gồm trầu cau, gạo nếp, thịt lợn, quần áo và đồ trang sức cho cô dâu. Lễ nạp tài hiện nay trong phong tục lễ cưới người Việt đã kết hợp một phần vào lễ ăn hỏi (lễ vật ăn hỏi) và một phần vào trong lễ cưới (trao của hồi môn).
- Lễ xin dâu: trước giờ đón dâu, mẹ chú rể hoặc một hai bà cô, bà dì, họ hàng thân thích (nữ) sang nhà gái để xin được đón dâu. Lễ vật trong lễ cưới người Việt thường là tráp đựng trầu têm cánh phượng.
- Đón dâu: nhà trai đưa đoàn sang nhà gái đón dâu về, thường đi bằng xe.
- Lễ vu quy: diễn ra tại nhà gái, nơi tiễn cô dâu đi lấy chồng.

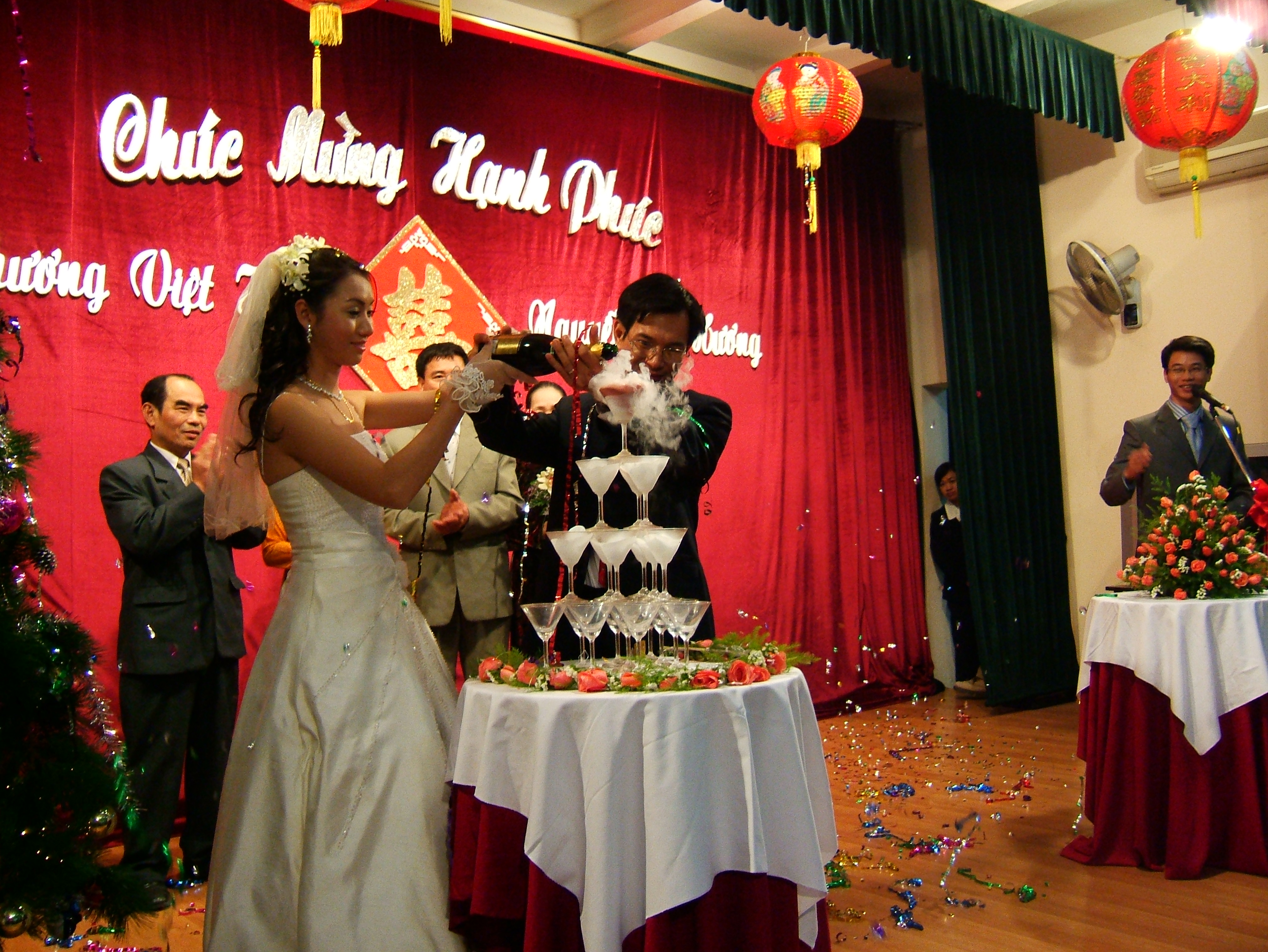
Cô dâu và chú rể cùng rót rượu

- Lễ thành hôn: còn gọi là lễ cưới nói chung, tuy vẫn thiên về chỉ lễ cưới chính thức tại nhà trai.
- Lễ tơ hồng: lễ khấn ông Tơ bà Nguyệt và cao đường (cha mẹ), diễn ra tại nhà trai. Thường chỉ có người thân thích, sau khi khách mời đã ra về hết.
- Lễ tân cô: Lễ vu quy thường diễn ra hai ngày. Ngày hôm trước gọi là nhóm họ. Ngày hôm sau là đưa dâu. Buổi tối ngày nhóm họ sẽ diễn ra Lễ tân cô, cô dâu sẽ lạy tạ tổ tiên ông bà, nói lời cảm ơn hai đấng sinh thành của mình và anh chị em ruột, cô bác ruột sẽ tặng quà cho cô dâu.
- Mâm trầu hôm:Tối ngày hôm trước của Lễ đón dâu, chú rễ đưa một mâm có một đĩa trầu cau và một bình rượu sang nhà gái đưa lên bàn thờ tổ tiên để cúng.Mâm lễ vật này gọi là mâm trầu hôm. Mục đích chính của việc đưa mâm trầu hôm là xem cô dâu có còn ở nhà gái không đế sáng đón dâu. Trước đây do hôn nhân là do cha mẹ hai bên định chứ không do quyết định của con cái nên có nhiều trường hợp vì phản đối quyết định của cha mẹ mà cô dâu trốn khỏi nhà. Việc đưa mâm trầu hôm ngày nay hầu như không còn nữa. Nếu còn thì không còn mang ý nghĩa như trên.
- Lễ hợp cẩn: Đây là buổi lễ kết thúc đám cưới tại nhà trai. Trước giường có bàn bày trầu rượu và một đĩa bánh phu thê (sau này ta đọc thành bánh xu xê). Ông cụ già đứng lên rót rượu vào chén rồi mời đôi vợ chồng cùng uống, phải cùng cạn chén, cùng ăn hết cái bánh không chia cho ai, không để thừa. Sau đó mọi người ra ngoài, để hai vợ chồng cùng tâm sự. Ở một số nhà khá giả, thiên về hoạt động văn hoá, thì những bạn bè văn chương chữ nghĩa với chàng rể còn mang hoa, thắp đền sáng rực trong phòng hợp cẩn. Họ cũng ca hát, gây tiếng động, hoặc vỗ tay, đập các khúc gỗ vào nhau. Do đó mà sau có chữ động phòng hoa chúc.
- Lễ báo hỉ: thường là tiệc mặn hoặc ngọt tổ chức sau nghi lễ cưới chính thức tại quê quán của cô dâu hoặc chú rể, hoặc nơi ở của cha mẹ vợ, cha mẹ chồng, trong trường hợp quá xa ông bà, cha mẹ không thể xuống dự đám cưới với con cháu được.
- Lễ lại mặt: là lễ do chú rể mang về nhà gái sau ngày cưới từ 2 đến 4 hôm như một lời cảm ơn bên thông gia.
- Lễ phản bái[1]: Hay còn gọi Lễ giở mâm trầu diễn ra ở nhà gái hôm thứ 3 kể từ hôm đón dâu. Trong lễ đón dâu bao giờ cũng có một mâm trầu và mâm cau (thường bỏ trong cái quả phủ vải hồng). Một thủ tục không thể thiếu trong Lễ phản bái là giở mâm trầu và mâm cau.Nếu trầu còn xanh tốt là điềm lành, còn trầu bị thối cuốn người ta dị nghị cô con dâu không biết giữ gìn. Nếu không có lễ phản bái thì chủ hôn sẽ xin phép họ nhà gái cho cô dâu và chú rễ giở mâm trầu và mâm cau trong lễ đón dâu.
- Lễ cheo: lễ vật hoặc kinh phí nộp cho làng, xóm có con gái đi lấy chồng, với dụng ý để xóm làng tiếp thu thêm thành viên mới, tế bào mới của làng. Lễ cheo có thể tiến hành trước nhiều ngày, hoặc sau lễ cưới một ngày. Hiện nay nhiều nơi đã không còn giữ phong tục này.
- Tuần trăng mật: chỉ những ngày đầu tiên sau hôn lễ. Nhiều cặp vợ chồng trẻ có điều kiện thường tổ chức đi chơi du lịch tuần trăng mật tới những địa điểm có phong cảnh hữu tình. Tuần trăng mật cũng là thời điểm nghỉ ngơi cho cặp vợ chồng trẻ sau những ngày căng thẳng tiến hành hôn lễ.

## Vật dụng, đồ đạc

### Nhẫn

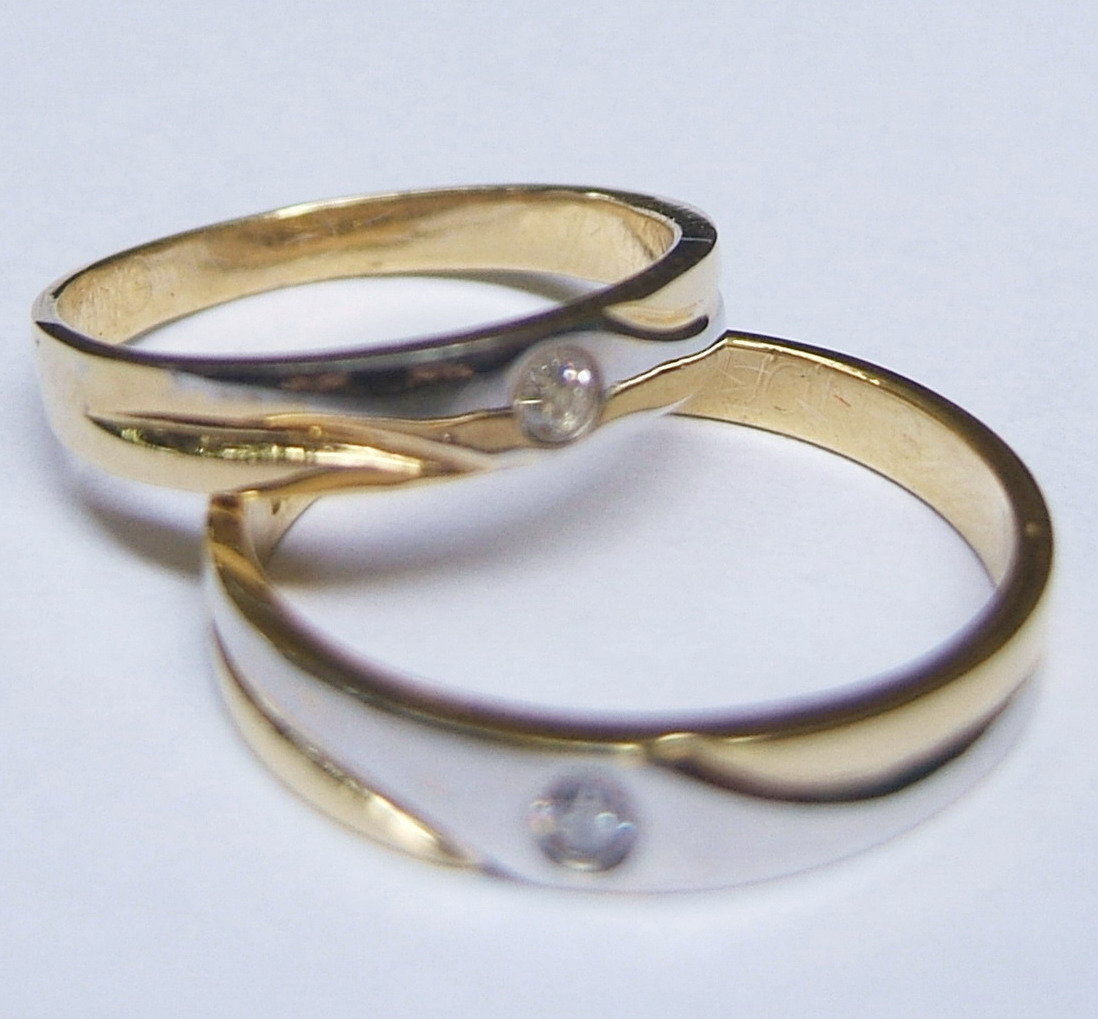
Một cặp nhẫn cưới đính kim cương

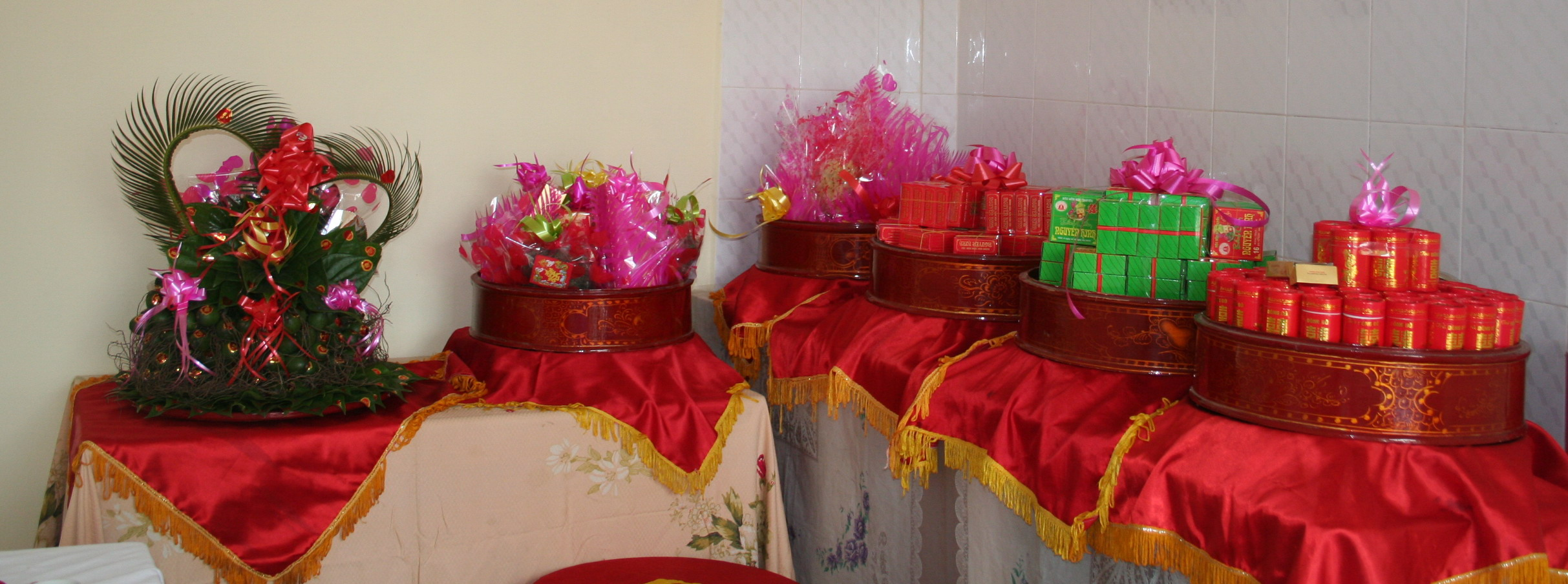
Mâm cưới với trầu cau và bánh

- Nhẫn đính hôn: theo phong tục phương Tây nam thường quỳ xuống trao nhẫn đính hôn có gắn kim cương cho nữ, đồng thời ngỏ lời cầu hôn. Ở Việt Nam hiện nay cũng có một số trường hợp, do ảnh hưởng của phương Tây, đã lưu tâm hơn đến việc mua sắm nhẫn đính hôn trước khi cưới và thường trao trong lễ ăn hỏi.
- Nhẫn cưới: trước kia nhẫn cưới chỉ nhẫn riêng cho nữ. Từ sau thế chiến 2 nhẫn cưới làm theo cặp thường giống nhau hoặc hơi khác nhau nhưng gợi nhớ đến nhau (ví dụ hình thức giống nhau, nhưng nhẫn của nam không gắn đá). Nhẫn được làm bằng kim loại quý (như vàng, bạch kim) trơn hoặc có gắn đá quý chủ yếu là kim cương gắn chìm. Nhẫn được trao vào ngày cưới.
- Nhẫn kỷ niệm ngày cưới: nhẫn được các đôi vợ chồng mua nhân kỷ niệm ngày cưới, thường làm giống nhau và có gắn đá quý.
- Nhẫn khi làm mẹ: một số nước phương Tây, như vùng Scadinavia phụ nữ thường đeo ba nhẫn trong đó có nhẫn đính hôn, nhẫn cưới và một chiếc nhẫn khi bắt đầu làm mẹ.

### Thiệp
- Thiệp cưới: thiệp thường làm màu đỏ tuy hiện nay nhiều nơi thiên về các màu nhẹ nhàng hơn như màu hồng, màu kem, màu vàng dịu. Thiệp được trang trí trang nhã và ghi nội dung cô đọng nhưng trang trọng. Thiệp dùng để mời cưới và thường chia thành vài loại tuy hình thức giống nhau nhưng ghi chữ khác nhau: mời khách của cha mẹ vợ, mời khách của cha mẹ chồng (ghi là đến "dự lễ thành hôn của hai con chúng tôi", mời khách của vợ, chồng chỉ ghi đến "dự lễ thành hôn của hai chúng tôi".
- Thiệp báo hỉ: Trong trường hợp không mời cưới, đôi dâu rể có thể gửi thiệp báo hỉ để báo tin vui với bà con, bạn bè thân thiết thông báo họ đã là vợ chồng của nhau.

### Tư trang
- Trang điểm cưới: là thủ tục trang điểm chủ yếu dành cho cô dâu (đôi khi có cả cha, mẹ, chú rể cũng đi trang điểm nhưng không được coi là trang điểm cưới). Mục đích trang điểm nhằm làm tôn vinh vẻ đẹp của cô dâu lộng lẫy nhất trong ngày vu quy trọng đại của cuộc đời. Trang điểm cưới thường tiến hành tại các studio kiêm luôn ba việc: trang điểm, cho thuê váy cưới và chụp ảnh cưới, tuy nhiều khi cô dâu cũng thuê người trang điểm tại nhà. Trang điểm cưới, cũng tương tự như các hình thức trang điểm dành cho những lễ hội cầu kỳ, thường bao gồm làm tóc, kết hoa trên tóc, tô son, đánh phấn.
- Váy cưới: làm theo kiểu châu Âu, thông dụng nhất hiện nay là sử dụng màu kem với hoa trang trí nhẹ nhàng. Váy cưới thường được thuê tại các studio chuyên cho thuê, hoặc may.
- Áo dài cưới: áo dài cưới thường làm màu đỏ có các chữ song hỷ vàng, thường được cô dâu mặc trong ngày cưới đi kèm khăn xếp. Trong lễ ăn hỏi các cô gái nhận tráp cũng mặc áo dài màu đỏ (có thể có các chữ song hỷ vàng), nhưng không được coi là áo dài cưới và không đội khăn.
- Của hồi môn: thường là vàng, tiền hoặc đồ đạc có giá trị được gia đình cha mẹ vợ trao tặng cho con gái khi con gái đi lấy chồng. Tuy nhiên, hiện nay của hồi môn có khi gọi khái quát để chỉ cả những vật dụng có giá trị cha mẹ vợ dành tặng cho chàng rể, hoặc mẹ chồng tặng con dâu trong ngày cưới.

### Biểu trưng

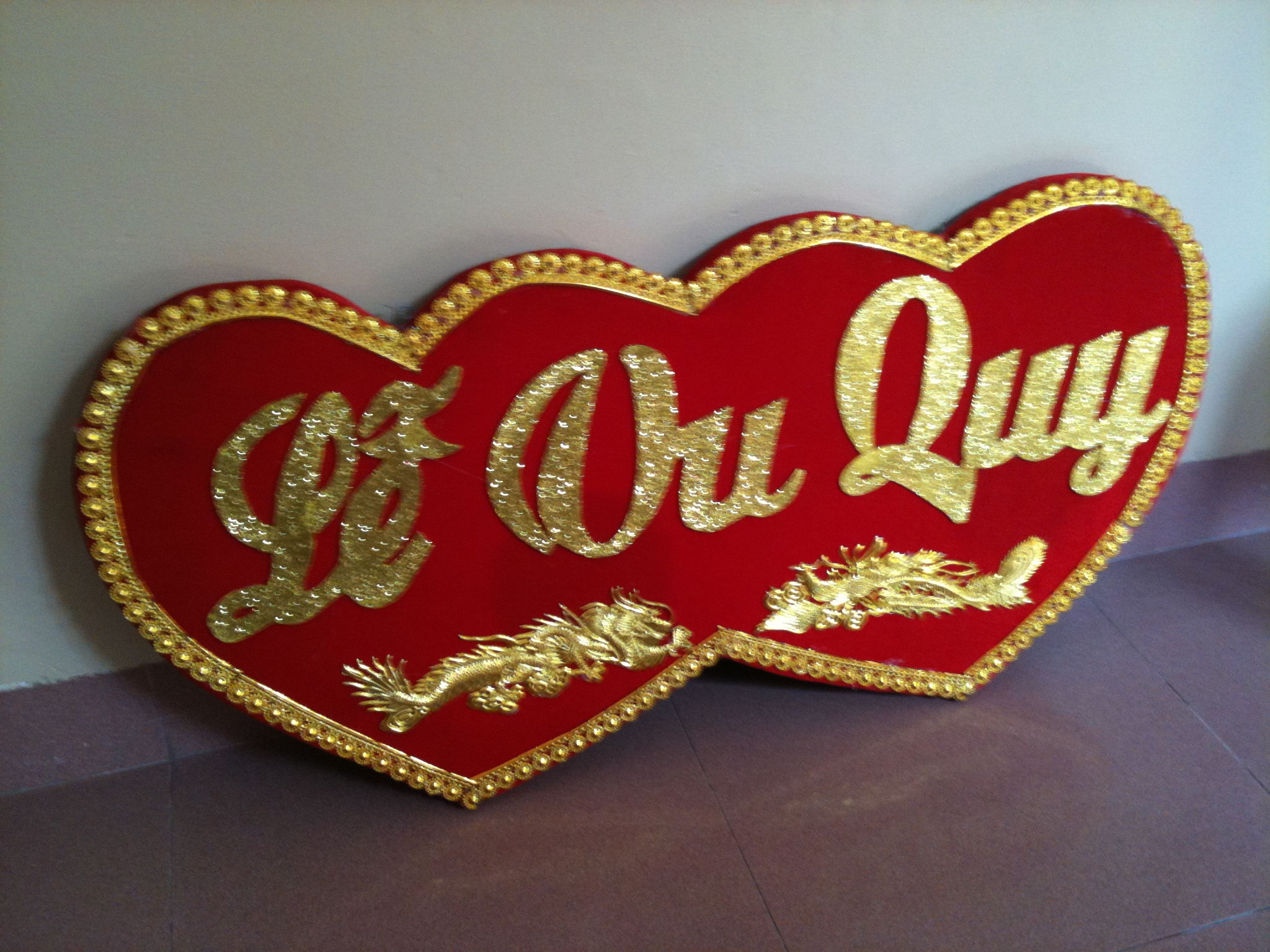
Vật trang trí lễ cưới

- Chữ song hỷ: chữ được cắt cách điệu, dán trên tất cả những vật dụng liên quan đến ngày cưới (như các lễ vật), xe hoa, xe đón dâu v.v.
- Biểu trưng lễ cưới khác: có thể là đôi chim bồ câu, hình trái tim v.v.

### Phòng cưới và giường cưới

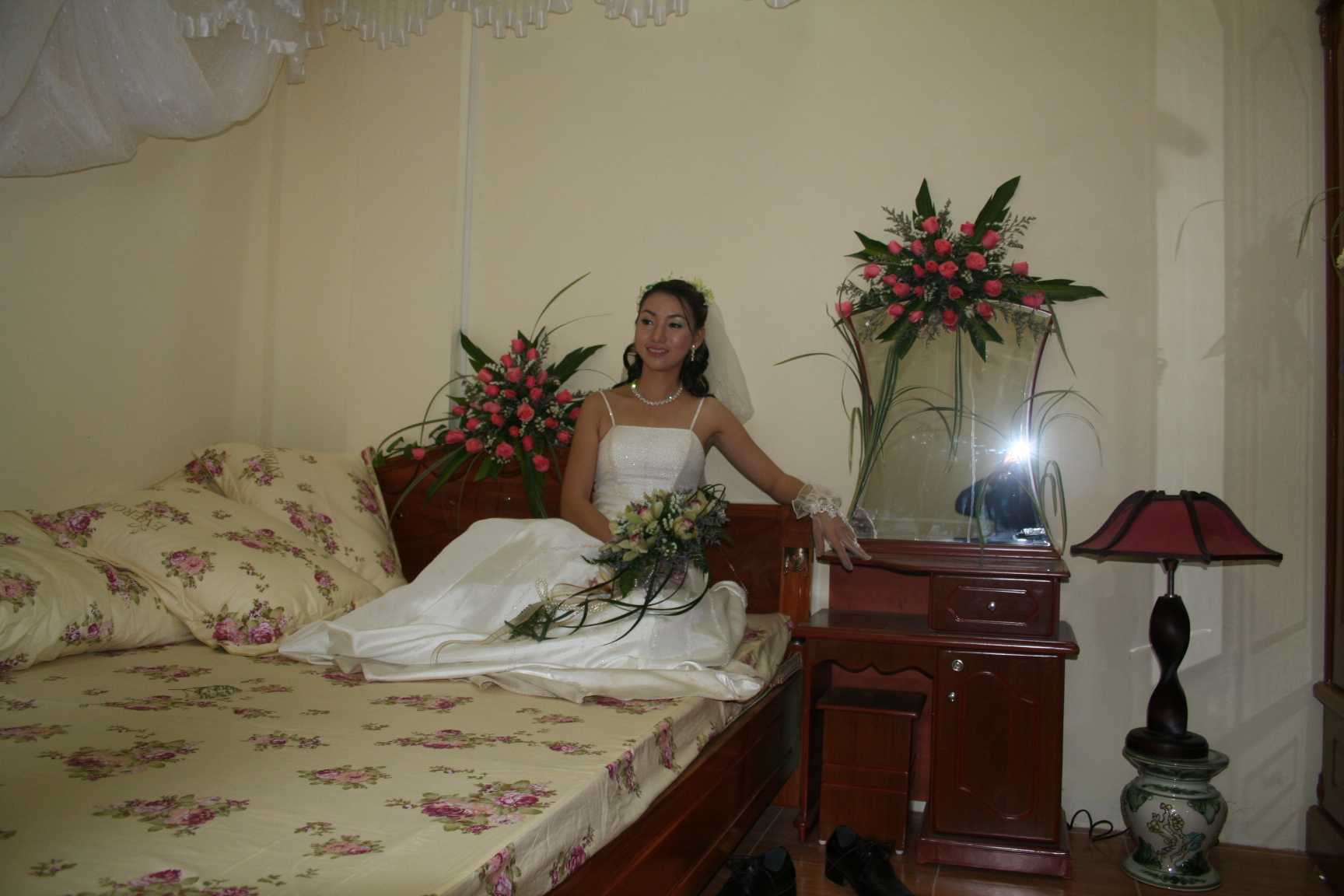
Phòng cưới

- Phòng cưới: căn phòng ngủ của hai vợ chồng sau lễ cưới. Trước ngày cưới gia đình thường chuẩn bị đồ đạc trong phòng cưới bao gồm giường cưới, đệm, chăn, ga, gối, bàn phấn, tủ dựng quần áo. Trong ngày cưới phòng được trang trí trang trọng với hoa kết đầu giường, tủ, cánh cửa v.v. Phòng thường không được cho người vào trước thời điểm chú rể đón dâu về. Sau khi chú rể đón dâu về thường thắp hương gia tiên, sau đó cho cô dâu ngồi (nằm) trên giường cưới chụp ảnh một số kiểu ảnh lấy may.
- Giường cưới: được các đôi lứa đặc biệt quan tâm chọn mua trước ngày cưới. Giường cưới thường làm gỗ tốt, rộng rãi. Sau khi đã lắp đặt cẩn thận thường người ta tối kỵ di chuyển vị trí của giường, nhất là khi nhà có phụ nữ đang mang thai.
- Chiếu cưới: thường mua cả đôi (dù khi trải chiếu chỉ trải một chiếc). Chiếu được một người phụ nữ "mát tay", mắn con, sinh con có cả trai cả gái và nuôi dạy con tốt trải một chiếc lên giường và một chiếc cuộn ở đầu giường. Sau khi trải chiếu, phòng cưới thường được đóng lại để không có người lạ leo lên nghịch ngợm. Hiện nay, song song với trải chiếu cưới là trải chăn, ra giường, gối, đệm. Thủ tục trải chiếu cưới, trong các nghi thức cưới hỏi, được đặc biệt quan tâm.
- Gối cưới: trước kia là một gối đôi dài thường được thêu rất cầu kỳ, tinh tế (như đôi chim bồ câu, chữ song hỷ). Nay thường thay bằng hai gối ngắn.
- Chăn cưới

### Vật dụng khác

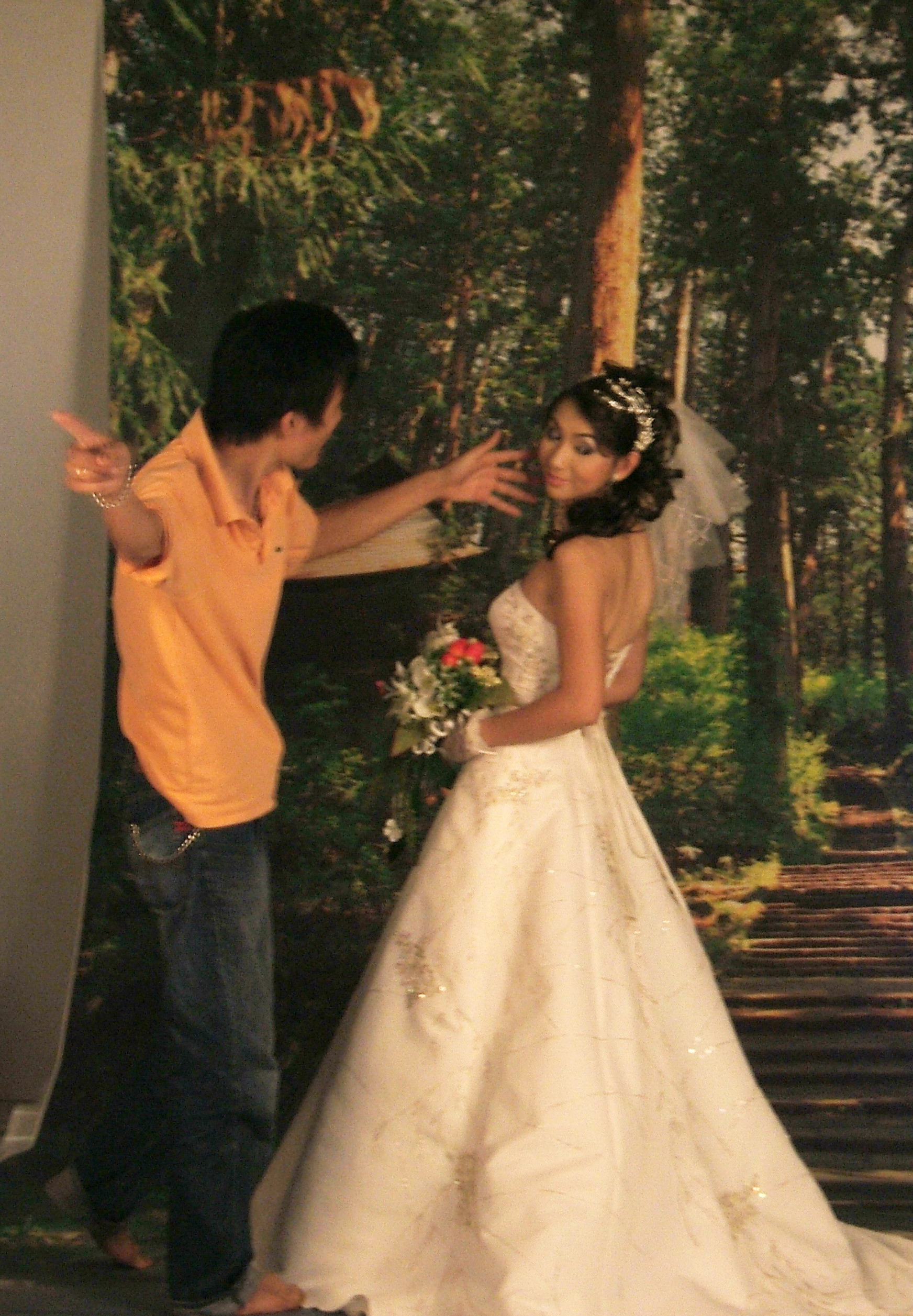
Cô dâu đang được đạo diễn chụp ảnh cưới tại một studio

- Tráp, mâm hay quả cưới: là các hộp hoặc mâm gỗ sơn son thếp vàng, bày lễ vật trong lễ ăn hỏi hoặc lễ cưới.
- Trầu cau theo phong tục cũ của sự tích trầu cau.
- Ảnh cưới: trước kia do đời sống còn khó khăn, ảnh cưới chỉ khái quát các ảnh chụp tại lễ cưới nói chung. Hiện nay khái niệm ảnh cưới chỉ còn thiên về ảnh cưới tại các studio chuyên trang điểm, chụp ảnh cưới và cho thuê váy cưới.
- Bánh cưới: thường là bánh ga tô được xếp theo tầng, đôi dâu rể sẽ cắt bánh cưới trong lễ cưới, tượng trưng cho lời chúc may mắn, tốt lành trong cuộc sống sau này, nhất là đời sống tình dục và sinh con đẻ cái.
- Tháp rượu: tháp xếp ly, có thể cho đá khô tạo khói khi rót rượu. Đôi dâu rể sẽ rót tràn ly trong lễ cưới với một chai rượu Sâm panh, mục đích nhấn mạnh ý nghĩa việc làm chung của hai vợ chồng, sự đồng lòng chung sức trong cuộc sống gia đình sau này.
- Xe hoa: là xe nhà trai đưa đến nhà gái đón dâu. Xe hoa đa dạng, theo truyền thống có thể là xe ngựa kéo. Nay chủ yếu là xe ô tô bốn chỗ có kết hoa.
- Hoa cưới: gọi chung bó hoa cô dâu cầm (hoa tay) và hoa gắn áo chú rể. Hai loại hoa này thường cùng loại. Trước kia hoa cưới thường có màu trắng tượng trưng cho sự trong trắng của cô dâu, nhưng hiện nay màu sắc của hoa đa dạng hơn. Tuy nhiên, khi đặt hàng hoa kết hoa ngày cưới, hoa cưới được chỉ tất cả các loại hoa: hoa tay, hoa áo chú rể, hoa trang trí phòng cưới, hoa kết trên xe hoa, hoa kết cổng chào với bóng bay, thậm chí cả hoa bày trên các bàn trong tiệc cưới.
- Phông cưới: phông trang trí chữ song hỷ, tên tuổi cô dâu chú rể, ngày giờ cưới. Tại nhà gái phông sẽ ghi là "Lễ vu quy". Tại nhà trai ghi: "Lễ thành hôn". Trong lễ báo hỉ phông được ghi dòng chữ "Lễ báo hỉ"
- Tiệc cưới: là tiệc tổ chức bên nhà trai và nhà gái, thường là tiệc mặn, tiệc ngọt hoặc tiệc đứng tuy tiệc đứng ít được ưa chuộng.

## Họ hàng, người giúp việc
- Chú rể, cô dâu: tên gọi đôi trai gái trong ngày cưới hoặc sát ngày cưới. Sau ngày cưới gọi là đôi vợ chồng trẻ.
- Thông gia: chỉ cha mẹ họ hàng bên kia, nơi có người đã cưới con nhà mình. Liên quan đến thông gia là những khái niệm cha vợ, mẹ vợ, cha chồng, mẹ chồng, cha đẻ, mẹ đẻ.
- Ông mai, Bà mai: những người làm mai mối tác thành cho đôi lứa. Hiện nay, cưới hỏi không còn theo quan niệm cha mẹ đặt đâu con ngồi đấy nên vai trò của ông mai bà mai đã giảm xuống hoặc không còn cần thiết.
- Phù dâu: những cô gái trẻ chưa chồng đi theo cô dâu để giúp cô dâu trong ngày cưới.
- Phù rể: những chàng trai trẻ chưa vợ giúp chú rể trong ngày cưới.
- Nhà trai: thuật ngữ dùng trong ngày cưới hoặc ngày ăn hỏi chỉ họ hàng bên nhà chú rể.
- Nhà gái: chỉ họ hàng bên nhà cô dâu.

## Ly hôn
Ly hôn là chấm dứt quan hệ hôn nhân do Toà án công nhận hoặc quyết định theo yêu cầu của vợ hoặc của chồng hoặc cả hai vợ chồng. Vậy việc ly hôn phải do Tòa án quyết định mới có giá trị pháp lý. Các quyết định của tòa án có thể là Quyết định công nhận thuận tình ly hôn hoặc bản án cho phép ly hôn. Đơn xin ly hôn có thể do một trong hai vợ chồng ký (đơn phương) hoặc do cả hai vợ chồng cùng thuận tình ký (thuận tình) đều có giá trị. Việc tòa án chấp thuận cho ly hôn không nhất thiết phải có đủ chữ ký của hai vợ chồng trong đơn ly hôn. Khi một trong hai hoặc cả hai vợ chồng muốn ly hôn cấn nộp đơn lên tòa án cấp quận huyện nơi cư trú để xin ly hôn.

## Khái niệm khác
- Mùa cưới: chỉ mùa trong năm có số lượng đám cưới được tổ chức rất đông. Tùy theo địa phương, mùa cưới thường diễn ra vào thời điểm khí hậu mát lành nhất trong năm. Ở miền Bắc Việt Nam mùa cưới thường là mùa thu hoặc mùa xuân tuy hiện nay các lễ cưới thường diễn ra quanh năm, chỉ hơi ít hơn một chút trong mấy tháng mùa hè.
- Ngày cưới: còn gọi là ngày thành hôn, là thuật ngữ chỉ chính xác ngày đón dâu, đưa dâu, và tổ chức lễ thành hôn. Ngày cưới thường được nhà trai xem xét kỹ lưỡng từ trước để chọn ngày tốt. Nhiều gia đình theo phong tục truyền thống trước kia thường tổ chức tiệc mặn vào thời điểm trước ngày cưới để mời khách. Ngày cưới chỉ còn dành cho dâu rể, gia đình, bè bạn thân thiết, nhằm tiến hành các nghi thức và thủ tục theo phong tục cổ truyền và thường không có tiệc mặn, chỉ uống nước, ăn trầu cau và bánh kẹo. Tuy nhiên, hiện nay nhiều gia đình tổ chức có tính kết hợp gọn gàng, ngày cưới bao gồm cả đãi tiệc khách mời tại khách sạn, nhà hàng hoặc gia đình.
- Sính lễ: những sản phẩm có giá trị vật chất được nhà trai mang sang nhà gái khi hỏi vợ.
- Môn đăng hộ đối: theo quan niệm của hôn nhân thời phong kiến, môn đăng hộ đối chỉ gia đình nhà trai, nhà gái tương xứng với nhau về mặt địa vị xã hội và tài sản, đều là gia đình quyền quý và giàu có như nhau.